# کره (دهاقان)
کَره (شروع با فتحه)، روستایی از توابع بخش مرکزی شهرستان دهاقان در استان اصفهان ایران است. این روستا در ۶کیلومتری شهر دهاقان قرار دارد.

## جمعیت
براساس سرشماری مرکز آمار ایران در سال ۱۳۸۵، جمعیت آن ۳۷۱ نفر (۱۰۹خانوار) بوده‌است. پنج سال بعد به 347 نفر کاهش یافت و در آخرین سرشماری انجام گرفته (1395) این سکونتگاه دارای 280 نفر جمعیت (139 مرد و 141 زن) در قالب 104 خانوار می‌باشد.

## زمین‌شناسی
با توجه به نقشه‌ی زمین‌شناسی 100000: 1 شهرضا، محدوده‌ی روستای کره شامل خاکهای کشاورزی‌ای می‌باشد (در حوالی رودخانه) که در غرب به دشت‌های گِراوِلی یا تراسهای ماقبل هلوسین منتهی شده که آبراهه‌های خشک متعددی آنرا بریده است و تک‌کوههایی از جنس کنگلومرای قرمز و ماسه‌سنگ با بستر ماسه‌دولومیتی زرد در رأس و اضافات بسترهای دولومیتی محلی می‌تواند در آن قابل شناسایی باشد که در جبهه‌های شمالی آنها توده‌سنگهای آهکی اربیتولین‌دار باشد. کمی پس از پیمودن جادهٔ لوله گاز تراسهای قدیمی نیز باید به چشم بخورند. شرق روستا یعنی آنسوی جاده اصلی، زیر ارتفاعات شامل تراسهای جوان و افکنه‌های گراوِلی است و خود ارتفاعات از جنس همان توده‌سنگهای آهکی اربیتولین‌دار هستند.